# 小行星2648
小行星2648（2648 Owa）是一颗围绕太阳公转的小行星。1980年11月8日，愛德華·鮑威爾在可可尼诺县发现了此天体。
該小行星以「岩石」的霍皮語命名。
这颗小行星的绝对星等为131.3035993576491等。